# Équipe d'Algérie de football en 2014
Maillots
Actualités
Après une campagne décevante pour la Coupe d'Afrique 2013, certains pensent que Vahid Halilhodžic va être limogé, mais la FAF décide de s'en tenir à lui.

## Déroulement de la saison

### Résumé de la saison
Cette année 2014 voit les premières sélections de Aïssa Mandi, Nabil Bentaleb, Zinedine Ferhat, Riyad Mahrez, Baghdad Bounedjah et Mehdi Zeffane.

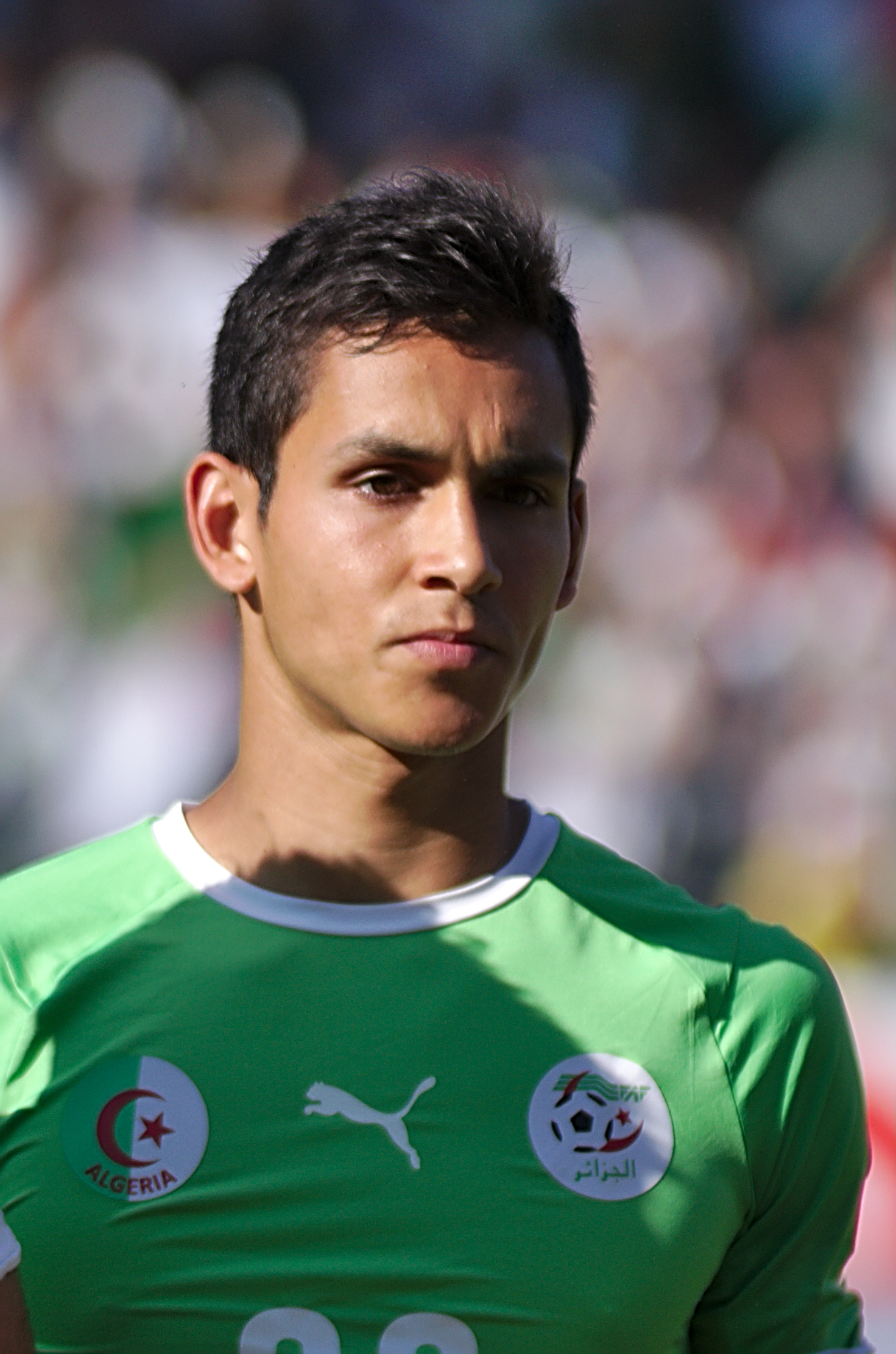
Aïssa Mandi
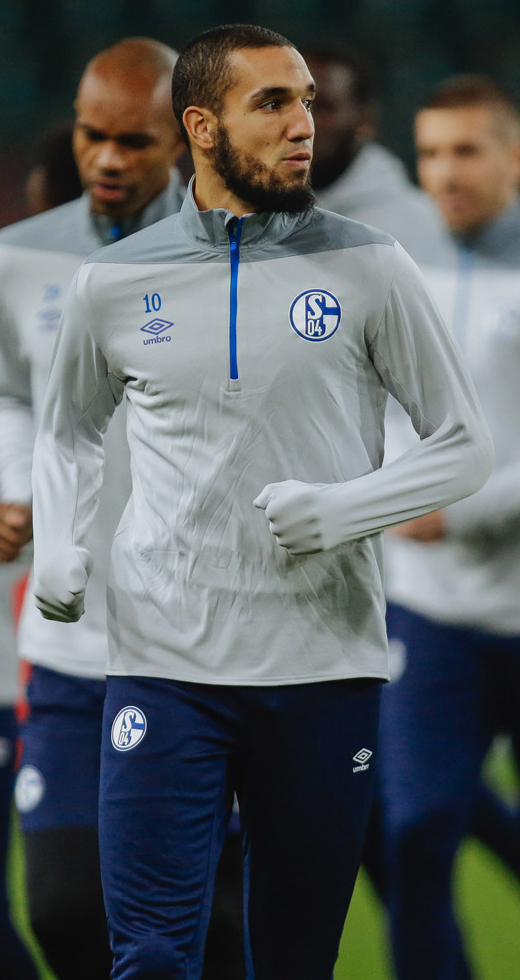
Nabil Bentaleb
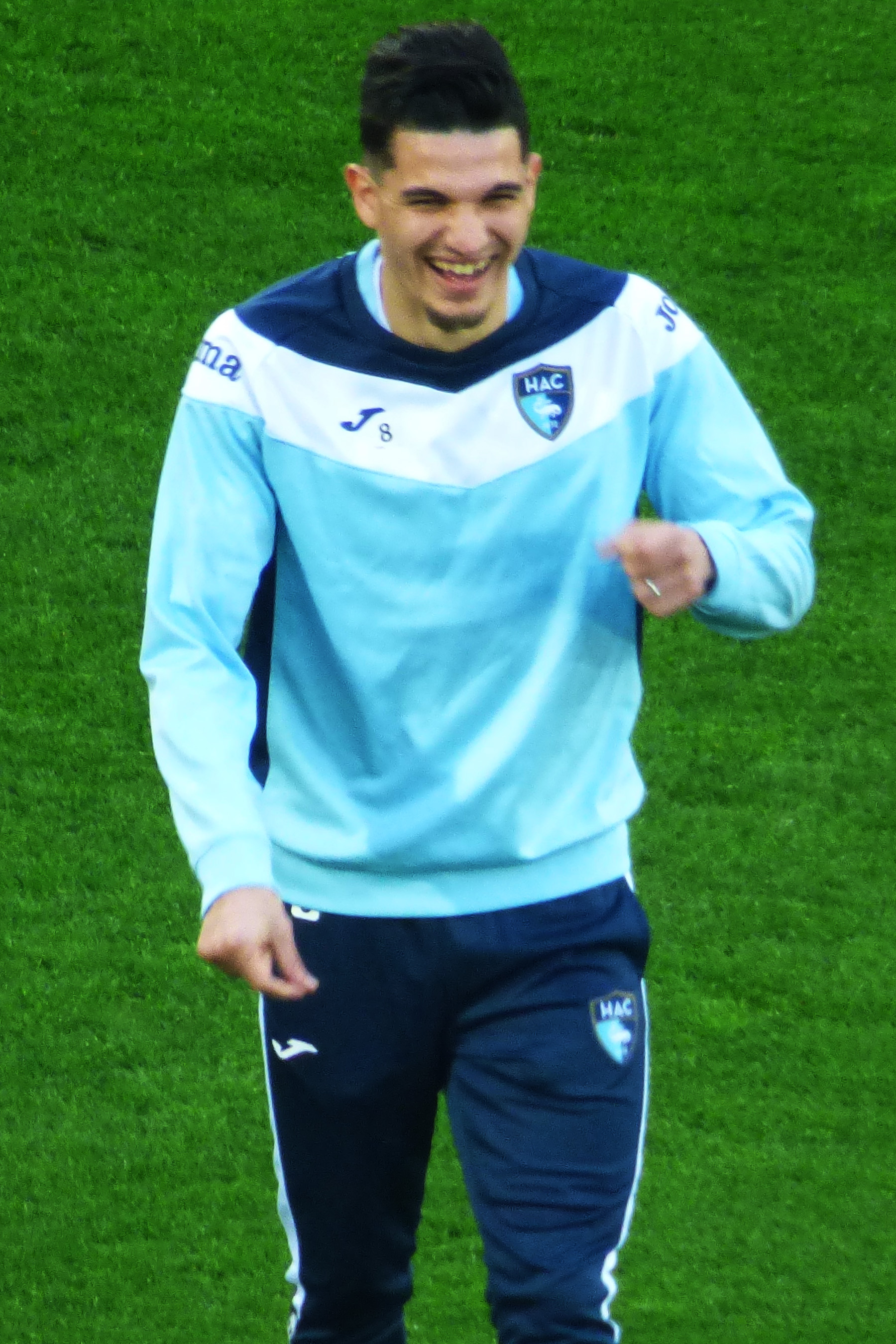
Zinedine Ferhat
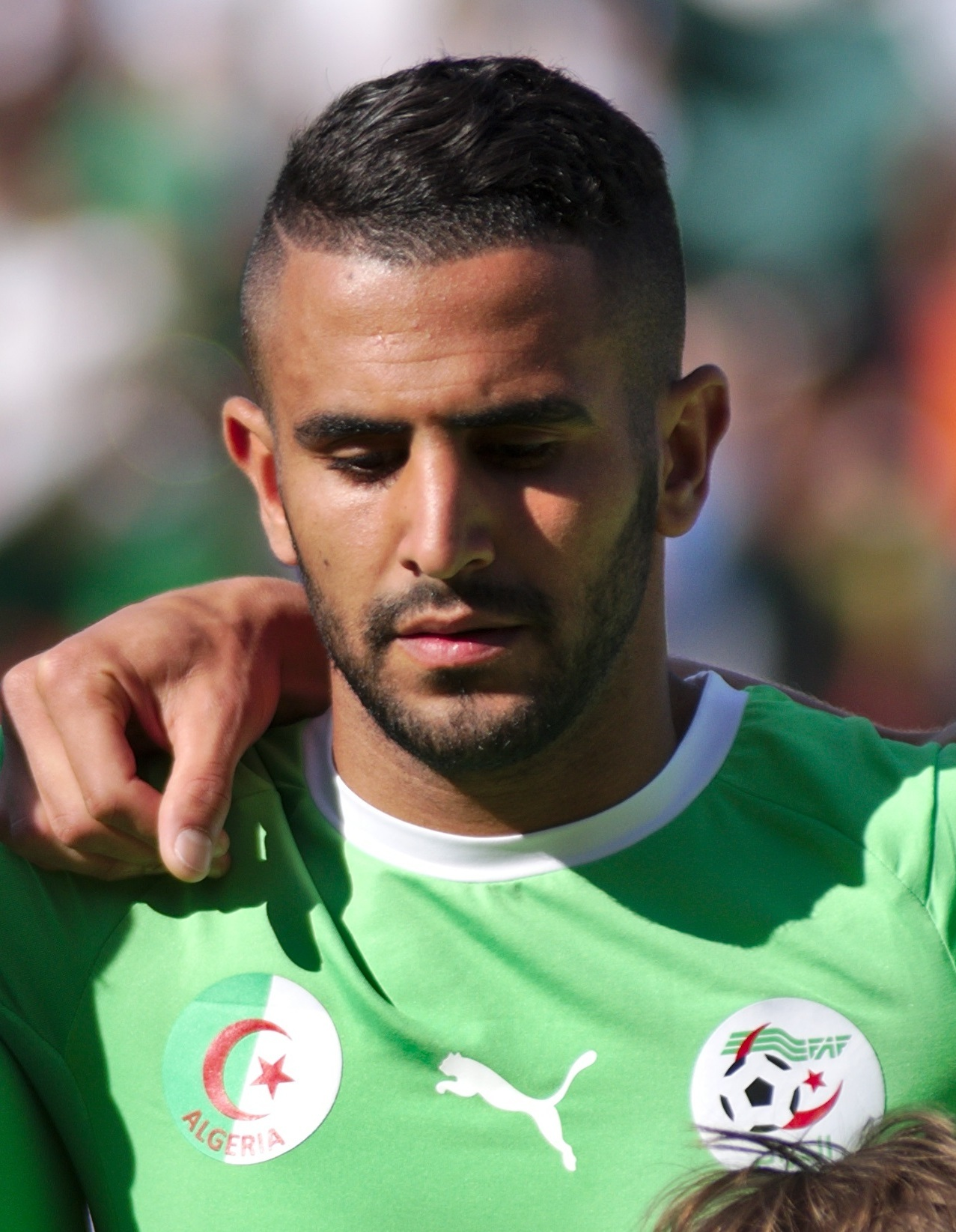
Riyad Mahrez
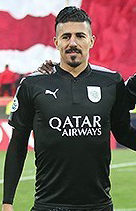
Baghdad Bounedjah
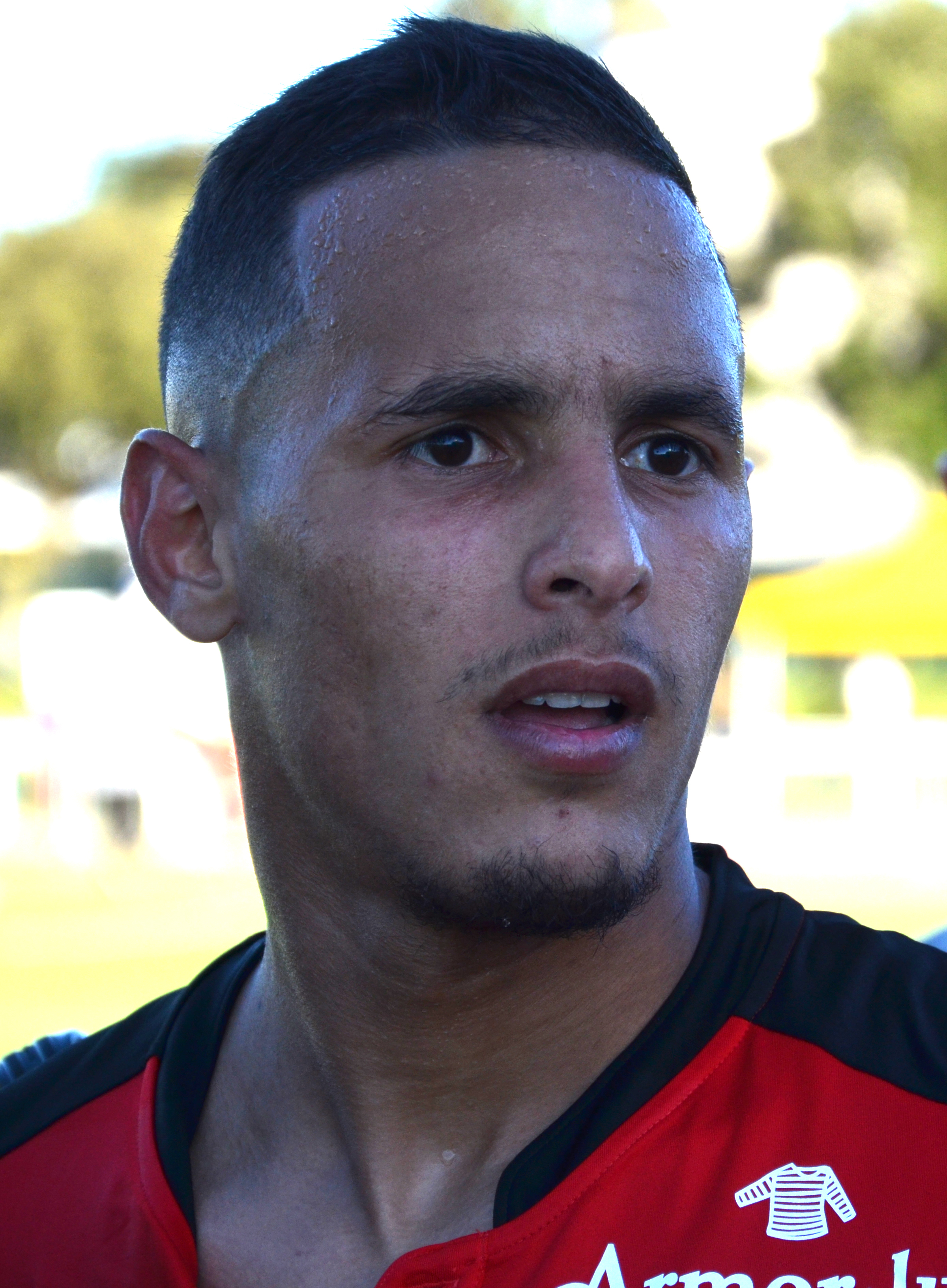
Mehdi Zeffane

### Classement FIFA 2014
Le tableau ci-dessous présente les coefficients mensuels de l'équipe d'Algérie publiés par la FIFA durant l'année 2014, fr.fifa.com.
| Mois | janv. | fév. | mars | avril | mai | juin | juillet | août | sept. | oct. | nov. | déc. |
| Rang | 27    | 26   | 25   | 25    | 25  | 22   | 24      | 24   | 20    | 15   | 18   | 18   |

### Classement de la CAF
Le tableau ci-dessous présente les coefficients mensuels de l'équipe d'Algérie dans la CAF publiés par la FIFA durant l'année 2014.
| Mois | janv. | fév. | mars | avril | mai | juin | juillet | août | sept. | oct. | nov. | déc. |
| Rang | 3     | 2    | 2    | 3     | 3   | 1    | 1       | 1    | 1     | 1    | 1    | 1    |

### Bilan
| Rang | Équipe  | Pts | J  | G | N | P | Bp | Bc | Diff |
| ---- | ------- | --- | -- | - | - | - | -- | -- | ---- |
| #    | Algérie | 28  | 13 | 9 | 1 | 3 | 25 | 13 | +12  |

## Matchs
| Date              | Stade, Ville, Pays                             | Adversaire   | Score | Compétition | Buteurs algériens :                                | Classement Fifa |
| ----------------- | ---------------------------------------------- | ------------ | ----- | ----------- | -------------------------------------------------- | --------------- |
| 5 mars 2014       | Stade Mustapha-Tchaker Blida, Algérie          | Slovénie     | 2 - 0 | A           | Soudani 45+2e, Taïder 55e                          | 26e             |
| 31 mai 2014       | Stade de Tourbillon Sion, Suisse               | Arménie      | 3 - 1 | A           | Belkalem 13e, Ghilas 21e, Slimani 41e              | 25e             |
| 4 juin 2014       | Stade de Genève Genève, Suisse                 | Roumanie     | 2 - 1 | A           | Bentaleb 21e, Soudani 65e                          | 25e             |
| 17 juin 2014      | Mineirão Belo Horizonte, Brésil                | Belgique     | 1 - 2 | CDM 2014    | Feghouli 25e (pen.)                                | 22e             |
| 22 juin 2014      | Stade José-Pinheiro-Borda Porto Alegre, Brésil | Corée du Sud | 4 - 2 | CDM 2014    | Slimani 27e, Halliche 29e, Djabou 38e, Brahimi 62e | 22e             |
| 26 juin 2014      | Arena da Baixada Curitiba, Brésil              | Russie       | 1 - 1 | CDM 2014    | Slimani 60e                                        | 22e             |
| 30 juin 2014      | Stade José-Pinheiro-Borda Porto Alegre, Brésil | Allemagne    | 1 - 2 | CDM 2014    | Djabou 120+1e                                      | 22e             |
| 6 septembre 2014  | Stade d'Addis-Abeba Addis-Abeba, Éthiopie      | Éthiopie     | 1 - 2 | QCAN 2015   | Bargicho 35e (csc), Brahimi 84e                    | 24e             |
| 10 septembre 2014 | Stade Mustapha-Tchaker Blida, Algérie          | Mali         | 1 - 0 | QCAN 2015   | Medjani 82e                                        | 24e             |
| 11 octobre 2014   | Kamuzu Stadium Blantyre, Malawi                | Malawi       | 0 - 2 | QCAN 2015   | Halliche 10e, Mesbah 90+2e                         | 20e             |
| 15 octobre 2014   | Stade Mustapha-Tchaker Blida, Algérie          | Malawi       | 3 - 0 | QCAN 2015   | Brahimi 1re, Mahrez 45e, Slimani 60e               | 20e             |
| 15 novembre 2014  | Stade Mustapha-Tchaker Blida, Algérie          | Éthiopie     | 3 - 1 | QCAN 2015   | Feghouli 32e, Mahrez 40e, · Brahimi 45+2e          | 15e             |
| 19 novembre 2014  | Stade du 26 mars Bamako, Mali                  | Mali         | 2 - 0 | QCAN 2015   |                                                    | 15e             |

Légende: A : Match amical / CDM 2014 : Coupe du monde de football 2014 / QCAN 2015 : Qualifications à la Coupe d'Afrique des nations de football 2015

## Coupe du monde 2014

### Équipe d'Algérie qui participé à la CDM 2014
Voici la liste définitive des 23 joueurs algériens.
| Numéro / Nom       | Numéro / Nom           | Club              | Date de naissance | J.              | Buts            |                 |                 |                 |
| Gardiens de but    | Gardiens de but        | Gardiens de but   | Gardiens de but   | Gardiens de but | Gardiens de but | Gardiens de but | Gardiens de but | Gardiens de but |
| ------------------ | ---------------------- | ----------------- | ----------------- | --------------- | --------------- | --------------- | --------------- | --------------- |
| 1                  | Cédric Si Mohammed     | CS Constantine    | 05.01.1985        | 0               | 0               | 0               | 0               | 0               |
| 16                 | Mohamed Zemmamouche    | USM Alger         | 19.03.1985        | 0               | 0               | 0               | 0               | 0               |
| 23                 | Raïs M'Bolhi           | CSKA Sofia        | 25.04.1986        | 4               | 0               | 0               | 0               | 0               |
| Défenseurs         |                        |                   |                   |                 |                 |                 |                 |                 |
| 2                  | Madjid Bougherra       | Lekhwiya          | 07.10.1982        | 3               | 0               | 1               | 0               | 0               |
| 3                  | Faouzi Ghoulam         | SSC Naples        | 01.02.1991        | 2               | 0               | 0               | 0               | 0               |
| 4                  | Essaïd Belkalem        | Watford           | 01.01.1989        | 3               | 0               | 0               | 0               | 0               |
| 5                  | Rafik Halliche         | Académica Coimbra | 02.09.1986        | 4               | 1               | 1               | 0               | 0               |
| 6                  | Djamel Mesbah          | AS Livourne       | 09.10.1984        | 2               | 0               | 1               | 0               | 0               |
| 12                 | Carl Medjani           | Valenciennes FC   | 15.05.1985        | 3               | 0               | 0               | 0               | 0               |
| 17                 | Liassine Cadamuro      | Real Majorque     | 05.03.1988        | 0               | 0               | 1               | 0               | 0               |
| 20                 | Aïssa Mandi            | Stade de Reims    | 22.10.1991        | 3               | 0               | 0               | 0               | 0               |
| 22                 | Mehdi Mostefa          | AC Ajaccio        | 30.08.1983        | 2               | 0               | 0               | 0               | 0               |
| Milieux de terrain |                        |                   |                   |                 |                 |                 |                 |                 |
| 7                  | Hassan Yebda           | Udinese           | 14.05.1984        | 1               | 0               | 0               | 0               | 0               |
| 8                  | Medhi Lacen            | Getafe CF         | 15.05.1984        | 3               | 0               | 0               | 0               | 0               |
| 10                 | Sofiane Feghouli       | Valence CF        | 26.12.1989        | 4               | 1               | 0               | 0               | 0               |
| 11                 | Yacine Brahimi         | Grenade CF        | 08.02.1990        | 3               | 1               | 0               | 0               | 0               |
| 14                 | Nabil Bentaleb         | Tottenham Hotspur | 24.11.1994        | 3               | 0               | 1               | 0               | 0               |
| 18                 | Abdelmoumene Djabou    | Club africain     | 31.01.1987        | 3               | 2               | 0               | 0               | 0               |
| 19                 | Saphir Taïder          | Inter Milan       | 29.02.1992        | 2               | 0               | 0               | 0               | 0               |
| 21                 | Riyad Mahrez           | Leicester City    | 21.02.1991        | 1               | 0               | 0               | 0               | 0               |
| Attaquants         |                        |                   |                   |                 |                 |                 |                 |                 |
| 9                  | Nabil Ghilas           | FC Porto          | 20.04.1990        | 3               | 0               | 1               | 0               | 0               |
| 13                 | Islam Slimani          | Sporting CP       | 18.06.1988        | 4               | 2               | 0               | 0               | 0               |
| 15                 | El Arabi Hilal Soudani | Dinamo Zagreb     | 25.11.1987        | 2               | 0               | 0               | 0               | 0               |
| Sélectionneur      |                        |                   |                   |                 |                 |                 |                 |                 |
|                    | Vahid Halilhodžić      |                   | 15.05.1952        |                 |                 |                 |                 |                 |

### Préparation
Dans le cadre de sa préparation à la phase finale de la coupe du monde, l'Algérie joue trois matchs amicaux. Le premier le 5 mars contre la Slovénie à Blida, le second le 31 mai face à l'Arménie à Sion et le dernier le 4 juin face à la Roumanie également en Genève.
Pour préparer la Coupe du monde de football 2014, les responsables du football algérien ont organisé trois matchs amicaux, le premier pour préparer le premier match en Coupe du monde face à la Belgique  est disputé le 5 mars 2014 face à la Slovénie  à Blida victoire score deux à zéro le second le 31 mai face à la Arménie  à Sion victoire score Trois à un et le dernier le 4 juin face à la Roumanie  à Genève victoire score Deux buts à un.
le 8 juin l'Équipe d'Algérie Arrivé à Aéroport de Sorocaba en Brésil

#### Algérie-Slovénie
| Match amical                                          | Algérie                    | 2 - 0   | Slovénie | stade Mustapha-Tchaker Blida, Algérie                          |                                                                |
| 5 mars 2014 · 18h00 UTC+0 · Historique des rencontres | 45+2e Soudani · 55e Taïder | (1 - 0) |          | Spectateurs : 15,000 Diffuseur : EPTV Arbitrage : Néant Alioum | Spectateurs : 15,000 Diffuseur : EPTV Arbitrage : Néant Alioum |
| 5 mars 2014 · 18h00 UTC+0 · Historique des rencontres | Rapport                    |         |          | Spectateurs : 15,000 Diffuseur : EPTV Arbitrage : Néant Alioum | Spectateurs : 15,000 Diffuseur : EPTV Arbitrage : Néant Alioum |

| Algérie | Slovénie |

| :Algérie          |    |                           |     |     |
|                   |    |                           |     |     |
| Gardien de but    | 16 | Mohamed Lamine Zemamouche |     |     |
| Capitaine         | 2  | Madjid Bougherra          |     | 50e |
|                   | 27 | Liassine Cadamuro         |     |     |
|                   | 26 | Aïssa Mandi               |     |     |
|                   | 3  | Faouzi Ghoulam            |     |     |
|                   | 22 | Mehdi Mostefa             |     | 54e |
|                   | 18 | Abdelmoumene Djabou       | 28e | 60e |
|                   | 19 | Saphir Taïder             |     | 75e |
|                   | 15 | El Arbi Hillel Soudani    |     | 85e |
|                   | 25 | Nabil Bentaleb            |     |     |
|                   | 13 | Islam Slimani             |     | 70e |
| Remplaçants :     |    |                           |     |     |
| Gardien de but    | 1  | Azzedine Doukha           |     |     |
|                   | 5  | Rafik Halliche            |     | 50e |
|                   | 8  | Medhi Lacen               |     | 54e |
|                   | 14 | Foued Kadir               |     | 85e |
|                   | 7  | Hassan Yebda              |     | 75e |
|                   | 9  | Rafik Djebbour            |     | 70e |
|                   | 10 | Zinedine Ferhat           |     | 60e |
| Sélectionneur :   |    |                           |     |     |
| Vahid Halilhodžic |    |                           |     |     |

| :Slovénie       |    |                  |                |     |
|                 |    |                  |                |     |
| Capitaine       | 1  | Samir Handanovic | Gardien de but |     |
|                 | 2  | Mišo Brečko      | 45+1e          | 46e |
|                 | 13 | Bojan Jokic      |                | 68e |
|                 | 5  | Boštjan Cesar    | 71e            |     |
|                 | 6  | Branko Ilic      |                |     |
|                 | 4  | Rene Krhin       |                | 52e |
|                 | 17 | Andraž Kirm      |                | 46e |
|                 | 20 | Kevin Kampl      |                |     |
|                 | 19 | Josip Ilicic     |                | 58e |
|                 | 8  | Jasmin Kurtic    |                |     |
|                 | 18 | Roman Bezjak     |                | 46e |
| Remplaçants :   |    |                  |                |     |
|                 | 23 | Tim Matavž       |                | 46e |
|                 | 10 | Valter Birsa     |                | 46e |
| Gardien de but  | 16 | Jan Oblak        |                |     |
|                 | 15 | Andraž Struna    |                | 46e |
|                 | 22 | Gregor Balažic   |                | 52e |
|                 | 7  | Nejc Pecnik      |                | 58e |
|                 | 21 | Martin Milec     |                | 68e |
| Sélectionneur : |    |                  |                |     |
| Srecko Katanec  |    |                  |                |     |

| Assistants : Evarist Menkouande Yanoussa Moussa Quatrième arbitre : Farouk Houasnia |

#### Algérie-Arménie
| Match amical                                          | Algérie                                 | 3 - 1   | Arménie      | Stade de Tourbillon Sion, Suisse                                           |                                                                            |
| 31 mai 2014 · 17h00 UTC+0 · Historique des rencontres | 13e Belkalem · 21e Ghilas · 41e Slimani | (3 - 0) | Sarkisov 46e | Spectateurs : 14,000 Diffuseur : EPTV beIN Sports Arbitrage : Sascha Amhof | Spectateurs : 14,000 Diffuseur : EPTV beIN Sports Arbitrage : Sascha Amhof |
| 31 mai 2014 · 17h00 UTC+0 · Historique des rencontres | Rapport 1 Rapport 2                     |         |              | Spectateurs : 14,000 Diffuseur : EPTV beIN Sports Arbitrage : Sascha Amhof | Spectateurs : 14,000 Diffuseur : EPTV beIN Sports Arbitrage : Sascha Amhof |

| Algérie | Arménie |

| :Algérie          |    |                           |     |     |
|                   |    |                           |     |     |
| Gardien de but    | 16 | Mohamed Lamine Zemamouche |     |     |
|                   | 6  | Djamel Mesbah             | 26e |     |
|                   | 4  | Essaïd Belkalem           |     |     |
|                   | 5  | Rafik Halliche            |     | 61e |
|                   | 20 | Aïssa Mandi               |     |     |
|                   | 14 | Riyad Mahrez              |     |     |
|                   | 17 | Adlène Guedioura          |     | 61e |
| Capitaine         | 8  | Medhi Lacen               |     | 71e |
|                   | 11 | Yacine Brahimi            |     | 61e |
|                   | 9  | Nabil Ghilas              |     | 71e |
|                   | 13 | Islam Slimani             |     | 75e |
| Remplaçants :     |    |                           |     |     |
|                   | 19 | Saphir Taïder             |     | 61e |
|                   | 15 | El Arbi Hillel Soudani    |     | 75e |
|                   | 10 | Sofiane Feghouli          |     | 71e |
|                   | 14 | Nabil Bentaleb            |     | 61e |
|                   | 12 | Carl Medjani              |     | 61e |
|                   | 18 | Abdelmoumene Djabou       |     | 71e |
| Sélectionneur :   |    |                           |     |     |
| Vahid Halilhodžic |    |                           |     |     |

| :Arménie           |    |                         |                |     |
|                    |    |                         |                |     |
| Capitaine          | 1  | Roman Berezovsky        | Gardien de but |     |
|                    | 4  | Taron Voskanyan         |                |     |
|                    | 9  | Arthur Yuspashyan       |                | 73e |
|                    | 20 | Levon Hayrapetyan       |                | 77e |
|                    | 24 | Alex Henrique da Silva  |                |     |
|                    | 15 | Hrayr Mkoyan            |                |     |
|                    | 10 | Gevorg Ghazaryan        |                | 46e |
|                    | 27 | Mauro Guevgeozián       |                | 46e |
|                    | 22 | Edgar Manucharian       |                | 62e |
|                    | 23 | Araz Özbiliz            |                | 26e |
|                    | 18 | Henrikh Mkhitaryan      |                |     |
| Remplaçants :      |    |                         |                |     |
|                    | 3  | Arthur Yuspashyan       |                | 26e |
|                    | 11 | Artur Sarkisov          |                | 46e |
|                    |    | Norair Aslanyan-Mamedov |                | 46e |
|                    | 14 | Yura Movsisyan          |                | 62e |
|                    | 21 | Aleksandr Tumasyan      |                | 73e |
|                    | 3  | Varazdat Haroyan        |                | 77e |
| Sélectionneur :    |    |                         |                |     |
| Bernard Challandes |    |                         |                |     |

| Assistants : Charles Helbling Sladan Josipovic - Galerie des photos Match Algérie vs Arménie - Sascha Amhof, Charles Helbling et Sladan Josipovic - Islam Slimani (13), Nabil Ghilas (9) et Rafik Halliche (5) - l'Équipe d'Algérie - Carl Medjani (12), Essaïd Belkalem (4) et Aïssa Mandi (20) - Islam Slimani après le but |

#### Algérie-Roumanie
| Match amical                                          | Algérie                    | 2 - 1   | Roumanie    | Stade de Genève Genève, Suisse                                                    |                                                                                   |
| 4 juin 2014 · 19h30 UTC+0 · Historique des rencontres | 21e Bentaleb · 65e Soudani | (1 - 1) | 28e Chipciu | Spectateurs : 20,000 Diffuseur : EPTV beIN Sports Op 12 Arbitrage : Nikolaj Hänni | Spectateurs : 20,000 Diffuseur : EPTV beIN Sports Op 12 Arbitrage : Nikolaj Hänni |
| 4 juin 2014 · 19h30 UTC+0 · Historique des rencontres | Rapport 1 Rapport 2        |         |             | Spectateurs : 20,000 Diffuseur : EPTV beIN Sports Op 12 Arbitrage : Nikolaj Hänni | Spectateurs : 20,000 Diffuseur : EPTV beIN Sports Op 12 Arbitrage : Nikolaj Hänni |

| Algérie | Roumanie |

| :Algérie          |    |                        |  |       |
|                   |    |                        |  |       |
| Gardien de but    | 23 | Raïs M'Bolhi           |  |       |
|                   | 2  | Madjid Bougherra       |  |       |
|                   | 17 | Liassine Cadamuro      |  |       |
|                   | 3  | Faouzi Ghoulam         |  |       |
|                   | 12 | Carl Medjani           |  | 90+1e |
|                   | 22 | Mehdi Mostefa          |  |       |
|                   | 19 | Saphir Taïder          |  | 68e   |
|                   | 14 | Nabil Bentaleb         |  | 83e   |
|                   | 18 | Abdelmoumene Djabou    |  | 68e   |
|                   | 10 | Sofiane Feghouli       |  | 83e   |
|                   | 15 | El Arbi Hillel Soudani |  | 75e   |
| Remplaçants :     |    |                        |  |       |
|                   | 21 | Riyad Mahrez           |  | 68e   |
|                   | 7  | Hassan Yebda           |  | 68e   |
|                   | 13 | Islam Slimani          |  | 75e   |
|                   | 11 | Yacine Brahimi         |  | 83e   |
|                   | 8  | Medhi Lacen            |  | 83e   |
|                   | 5  | Rafik Halliche         |  | 90+1e |
| Sélectionneur :   |    |                        |  |       |
| Vahid Halilhodžic |    |                        |  |       |

| :Roumanie       |    |                     |     |     |     |
|                 |    |                     |     |     |     |
| Gardien de but  | 1  | Costel Pantilimon   |     | 47e |     |
|                 | 3  | Răzvan Raț          |     |     |     |
|                 | 6  | Vlad Chiricheș      |     |     |     |
|                 | 21 | Dragoș Grigore      |     |     |     |
|                 | 17 | Valerica Gaman      |     |     |     |
|                 | 8  | Costin Lazar        |     | 51e |     |
|                 | 7  | Alexandru Chipciu   |     | 80e |     |
|                 | 10 | Cristian Tanase     |     |     |     |
|                 | 5  | Alexandru Bourceanu |     |     |     |
|                 | 20 | Alexandru Maxim     | 72e |     |     |
|                 | 9  | Ciprian Marica      |     |     |     |
| Remplaçants :   |    |                     |     |     |     |
| Gardien de but  | 23 | Silviu Lung Jr.     |     | 47e |     |
|                 | 16 | Bănel Nicoliță      |     | 51e | 81e |
|                 | 19 | Raul Rusescu        |     | 80e |     |
|                 | 11 | Cosmin Matei        |     | 81e |     |
| Sélectionneur : |    |                     |     |     |     |
| Victor Pițurcă  |    |                     |     |     |     |

| Assistants : Devis Dettamanti Raffael Zeder - Galerie des photos Match Algérie vs Roumanie - Les supporters algériens - Liassine Cadamuro (17) et Faouzi Ghoulam (3) - Sofiane Feghouli (10) et Mehdi Mostefa (22) - El Arbi Hillel Soudani (15) et Saphir Taïder (19) - Sofiane Feghouli (10) |

### Classements et résultats

#### Phase de poules

##### Groupe H
L'Algérie fait partie du groupe H de la Coupe du monde de football de 2014, avec la Belgique, la Russie et la Corée du Sud.
|   | Équipe       | Pts | J | G | N | P | Bp | Bc | Diff |
| 1 | Belgique     | 9   | 3 | 3 | 0 | 0 | 4  | 1  | 3    |
| 2 | Algérie      | 4   | 2 | 1 | 1 | 1 | 6  | 5  | +1   |
| 3 | Russie       | 2   | 3 | 0 | 2 | 1 | 2  | 3  | -1   |
| 4 | Corée du Sud | 1   | 3 | 0 | 1 | 2 | 3  | 6  | -3   |

| J 1 | 17 juin 2014 | Belgique     | 2 - 1 | Algérie      |
| J 1 | 18 juin 2014 | Russie       | 1 - 1 | Corée du Sud |
| J 2 | 22 juin 2014 | Belgique     | 1 - 0 | Russie       |
| J 2 | 22 juin 2014 | Corée du Sud | 2 - 4 | Algérie      |
| J 3 | 26 juin 2014 | Corée du Sud | 0 - 1 | Belgique     |
| J 3 | 26 juin 2014 | Algérie      | 1 - 1 | Russie       |

###### Belgique-Algérie
| Match 15                                                 | Belgique                                  | 2 - 1   | Algérie                     | Mineirão, Belo Horizonte                                               |                                                                        |
| 17 juin 2014 · 13:00 (UTC-3) · Historique des rencontres | Marouane Fellaini 70e · Dries Mertens 80e | (0 - 1) | 25e (pen.) Sofiane Feghouli | Spectateurs : 56 800 · Arbitrage : Marco Rodríguez · Photos du match · | Spectateurs : 56 800 · Arbitrage : Marco Rodríguez · Photos du match · |
| 17 juin 2014 · 13:00 (UTC-3) · Historique des rencontres | Rapport                                   |         |                             | Spectateurs : 56 800 · Arbitrage : Marco Rodríguez · Photos du match · | Spectateurs : 56 800 · Arbitrage : Marco Rodríguez · Photos du match · |

| Belgique | Algérie |

| BELGIQUE :      |    |                   |  |     |     |
|                 |    |                   |  |     |     |
| Gardien de but  | 1  | Thibaut Courtois  |  |     |     |
|                 | 2  | Toby Alderweireld |  |     |     |
|                 | 4  | Vincent Kompany   |  |     |     |
|                 | 5  | Jan Vertonghen    |  |     | 24e |
|                 | 6  | Axel Witsel       |  |     |     |
|                 | 7  | Kevin De Bruyne   |  |     |     |
|                 | 9  | Romelu Lukaku     |  | 58e |     |
|                 | 10 | Eden Hazard       |  |     |     |
|                 | 15 | Daniel Van Buyten |  |     |     |
|                 | 19 | Mousa Dembélé     |  | 65e |     |
|                 | 22 | Nacer Chadli      |  | 46e |     |
| Remplaçants :   |    |                   |  |     |     |
|                 | 8  | Marouane Fellaini |  | 65e |     |
|                 | 14 | Dries Mertens     |  | 46e |     |
|                 | 17 | Divock Origi      |  | 58e |     |
| Sélectionneur : |    |                   |  |     |     |
| Marc Wilmots    |    |                   |  |     |     |

| ALGÉRIE :         |    |                        |  |     |     |
|                   |    |                        |  |     |     |
| Gardien de but    | 23 | Raïs M'Bolhi           |  |     |     |
|                   | 2  | Madjid Bougherra       |  |     |     |
|                   | 3  | Faouzi Ghoulam         |  |     |     |
|                   | 5  | Rafik Halliche         |  |     |     |
|                   | 10 | Sofiane Feghouli       |  |     |     |
|                   | 12 | Carl Medjani           |  | 84e |     |
|                   | 14 | Nabil Bentaleb         |  |     | 34e |
|                   | 15 | El Arabi Hilal Soudani |  | 66e |     |
|                   | 19 | Saphir Taïder          |  |     |     |
|                   | 21 | Riyad Mahrez           |  | 71e |     |
|                   | 22 | Mehdi Mostefa          |  |     |     |
| Remplaçants :     |    |                        |  |     |     |
|                   | 13 | Islam Slimani          |  | 66e |     |
|                   | 9  | Nabil Ghilas           |  | 84e |     |
|                   | 8  | Medhi Lacen            |  | 71e |     |
| Sélectionneur :   |    |                        |  |     |     |
| Vahid Halilhodžić |    |                        |  |     |     |

| Assistants : Marvin Torrentera Marcos Quintero Quatrième arbitre : Alireza Faghani Cinquième arbitre : Hassan Kamranifar Homme du Match : Kevin De Bruyne |

Résumé
Algérie a pris une avance d'un but dans la première moitié après Sofiane Feghouli a converti un penalty, accordé pour une faute sur lui par Jan Vertonghen. Belgique  revint avec deux buts dans la seconde moitié, à la fois marqué par des substituts. L'égaliseur a été marqué par Marouane Fellaini, la tête un centre de Kevin De Bruyne, suivi par le vainqueur du match marqué par Dries Mertens sur une passe de Eden Hazard.

###### Corée du Sud - Algérie
| Match 32                                                 | Corée du Sud                         | 2 - 4   | Algérie                                                                               | Stade José-Pinheiro-Borda, Porto Alegre                              |                                                                      |
| 22 juin 2014 · 16:00 (UTC-3) · Historique des rencontres | Son Heung-min 50e · Koo Ja-cheol 72e | (0 - 3) | 26e Islam Slimani · 28e Rafik Halliche · 38e Abdelmoumene Djabou · 62e Yacine Brahimi | Spectateurs : 42 732 · Arbitrage : Wilmar Roldán · Photos du match · | Spectateurs : 42 732 · Arbitrage : Wilmar Roldán · Photos du match · |
| 22 juin 2014 · 16:00 (UTC-3) · Historique des rencontres | Rapport                              |         |                                                                                       | Spectateurs : 42 732 · Arbitrage : Wilmar Roldán · Photos du match · | Spectateurs : 42 732 · Arbitrage : Wilmar Roldán · Photos du match · |

| Corée du Sud | Algérie |

| CORÉE DU SUD :  |    |                 |  |     |     |
|                 |    |                 |  |     |     |
| Gardien de but  | 1  | Jung Sung-ryong |  |     |     |
|                 | 3  | Yun Suk-young   |  |     |     |
|                 | 5  | Kim Young-gwon  |  |     |     |
|                 | 9  | Son Heung-min   |  |     |     |
|                 | 10 | Park Chu-young  |  | 57e |     |
|                 | 12 | Lee Yong        |  |     | 54e |
|                 | 13 | Koo Ja-cheol    |  |     |     |
|                 | 14 | Han Kook-young  |  | 78e | 69e |
|                 | 16 | Ki Sung-yueng   |  |     |     |
|                 | 17 | Lee Chung-yong  |  | 64e |     |
|                 | 20 | Hong Jeong-ho   |  |     |     |
| Remplaçants :   |    |                 |  |     |     |
|                 | 18 | Kim Shin-wook   |  | 57e |     |
|                 | 11 | Lee Keun-ho     |  | 64e |     |
|                 | 19 | Ji Dong-won     |  | 78e |     |
| Sélectionneur : |    |                 |  |     |     |
| Hong Myung-bo   |    |                 |  |     |     |

| ALGÉRIE :         |    |                     |  |     |     |
|                   |    |                     |  |     |     |
| Gardien de but    | 23 | Raïs M'Bolhi        |  |     |     |
|                   | 2  | Madjid Bougherra    |  | 89e | 67e |
|                   | 5  | Rafik Halliche      |  |     |     |
|                   | 6  | Djamel Mesbah       |  |     |     |
|                   | 12 | Carl Medjani        |  |     |     |
|                   | 20 | Aïssa Mandi         |  |     |     |
|                   | 10 | Sofiane Feghouli    |  |     |     |
|                   | 18 | Abdelmoumene Djabou |  | 73e |     |
|                   | 11 | Yacine Brahimi      |  | 77e |     |
|                   | 14 | Nabil Bentaleb      |  |     |     |
|                   | 13 | Islam Slimani       |  |     |     |
| Remplaçants :     |    |                     |  |     |     |
|                   | 9  | Nabil Ghilas        |  | 73e |     |
|                   | 8  | Medhi Lacen         |  | 77e |     |
|                   | 4  | Essaïd Belkalem     |  | 89e |     |
| Sélectionneur :   |    |                     |  |     |     |
| Vahid Halilhodžić |    |                     |  |     |     |

| Assistants : Christian Lescano Eduardo Díaz Quatrième arbitre : Alireza Faghani Cinquième arbitre : Hassan Kamranifar Homme du Match : Islam Slimani |

Résumé
L'Algérie , qui avait besoin d'au moins un point pour rester en vie dans la compétition, a marqué trois buts dans la première moitié de prendre une avance confortable. Tout d'abord, l'Islam Slimani a accéléré deux défenseurs coréens de recevoir longue passe de Carl Medjani et a tiré la maison. Deux minutes plus tard, Rafik Halliche de la tête un corner de Abdelmoumene Djabou. Djabou marqué lui-même plus tard après avoir reçu une passe de Slimani. Au début de la seconde moitié, Son Heung-min contrôlé une longue passe de Ki Sung-Yueng de marquer et de réduire le déficit, mais Yacine Brahimi restauré trois buts l'avance de l'Algérie après un une-deux avec Sofiane Feghouli à la fente maison. Koo Ja-Cheol a marqué le deuxième but de la  Corée du Sud après une passe de Lee Keun-ho, mais l'Algérie a tenu bon pour la victoire.
 Algérie est devenue la première équipe africaine à marquer quatre buts dans un match de Coupe du monde

###### Algérie-Russie
| Match 48                                                 | Algérie           | 1 - 1   | Russie                | Stade Joaquim-Américo-Guimarães, Curitiba                           |                                                                     |
| 26 juin 2014 · 17:00 (UTC-3) · Historique des rencontres | Islam Slimani 60e | (0 - 1) | 6e Alexandre Kokorine | Spectateurs : 39 311 · Arbitrage : Cüneyt Çakır · Photos du match · | Spectateurs : 39 311 · Arbitrage : Cüneyt Çakır · Photos du match · |
| 26 juin 2014 · 17:00 (UTC-3) · Historique des rencontres | rapport           |         |                       | Spectateurs : 39 311 · Arbitrage : Cüneyt Çakır · Photos du match · | Spectateurs : 39 311 · Arbitrage : Cüneyt Çakır · Photos du match · |

| Algérie | Russie |

| ALGÉRIE :         |    |                        |  |     |       |
|                   |    |                        |  |     |       |
| Gardien de but    | 23 | Raïs M'Bolhi           |  |     |       |
|                   | 4  | Essaïd Belkalem        |  |     |       |
|                   | 5  | Rafik Halliche         |  |     |       |
|                   | 6  | Djamel Mesbah          |  |     | 39e   |
|                   | 10 | Sofiane Feghouli       |  |     |       |
|                   | 11 | Yacine Brahimi         |  | 71e |       |
|                   | 12 | Carl Medjani           |  |     |       |
|                   | 13 | Islam Slimani          |  | 90e |       |
|                   | 14 | Nabil Bentaleb         |  |     |       |
|                   | 18 | Abdelmoumene Djabou    |  | 77e |       |
|                   | 20 | Aïssa Mandi            |  |     |       |
| Remplaçants :     |    |                        |  |     |       |
|                   | 7  | Hassan Yebda           |  | 71e |       |
|                   | 9  | Nabil Ghilas           |  | 77e | 87e   |
|                   | 15 | El Arabi Hilal Soudani |  | 90e |       |
|                   | 17 | Liassine Cadamuro      |  |     | 90+2e |
| Sélectionneur :   |    |                        |  |     |       |
| Vahid Halilhodžić |    |                        |  |     |       |

| RUSSIE :        |    |                      |  |     |     |
|                 |    |                      |  |     |     |
| Gardien de but  | 1  | Igor Akinfeïev       |  |     |     |
|                 | 2  | Alexeï Kozlov        |  |     | 59e |
|                 | 4  | Sergueï Ignachevitch |  |     |     |
|                 | 8  | Denis Glouchakov     |  | 46e |     |
|                 | 9  | Alexandre Kokorine   |  |     |     |
|                 | 11 | Alexandre Kerjakov   |  | 81e |     |
|                 | 14 | Vassili Bérézoutski  |  |     |     |
|                 | 17 | Oleg Chatov          |  | 67e |     |
|                 | 19 | Alexandre Samedov    |  |     |     |
|                 | 20 | Viktor Faïzouline    |  |     |     |
|                 | 23 | Dmitri Kombarov      |  |     | 57e |
| Remplaçants :   |    |                      |  |     |     |
|                 | 6  | Maxim Kanounnikov    |  | 81e |     |
|                 | 7  | Igor Denissov        |  | 46e |     |
|                 | 10 | Alan Dzagoïev        |  | 67e |     |
| Sélectionneur : |    |                      |  |     |     |
| Fabio Capello   |    |                      |  |     |     |

| Assistants : Bahattin Duran Tarik Ongun Quatrième arbitre : Joel Aguilar Cinquième arbitre : Juan Zumba Homme du Match : Islam Slimani |

Résumé
Aleksandr Kokorin a ouvert le score pour la  Russie à la 6e minute quand il a marqué de la tête après un centre de Dmitri Kombarov de la gauche.  Algérie a égalisé à la 60e minute lorsque l'Islam Slimani marqua de la tête au deuxième poteau après un coup franc de la gauche qui a été manqué par le gardien russe Igor Akinfeev qui semblait avoir un laser brille sur son visage. L' Algérie a tenu bon pour le tirage au sort et atteint le deuxième tour pour la première fois de leur histoire.
Pour l'objectif de l'Algérie, replays de télévision ont montré que Akinfeev avait une lumière laser vert brillant dans son visage pendant le jeu
Après le match de la Fédération algérienne de football a été condamné à une amende 50 000 CHF par la FIFA pour l'utilisation de laser pointeur s, un article interdit dans le stade selon la FIFA Stade sûreté et la sécuritéRegulations, et d'autres violations des règles par les supporters algériens
Avec représentant africain compatriote Nigéria a également atteint les huitièmes de finale plus tôt, ce était la première fois il y avait deux équipes de la Confédération africaine de football dans la phase à élimination directe de la Coupe du monde.

#### Phase finale

##### Huitième de finale

###### Allemagne - Algérie
| 30 juin 2014                              | Allemagne                            | 2 - 1 a. p. | Algérie                    | Stade José-Pinheiro-Borda, Porto Alegre                             |                                                                     |
| 17:00 (UTC-3) · Historique des rencontres | André Schürrle 92e · Mesut Özil 119e | (0 - 0)     | 120+1e Abdelmoumene Djabou | Spectateurs : 43 063 · Arbitrage : Sandro Ricci · Photos du match · | Spectateurs : 43 063 · Arbitrage : Sandro Ricci · Photos du match · |
| 17:00 (UTC-3) · Historique des rencontres | rapport                              |             |                            | Spectateurs : 43 063 · Arbitrage : Sandro Ricci · Photos du match · | Spectateurs : 43 063 · Arbitrage : Sandro Ricci · Photos du match · |

| Allemagne | Algérie |

| Allemagne :     |    |                        |  |      |      |
|                 |    |                        |  |      |      |
| Gardien de but  | 1  | Manuel Neuer           |  |      |      |
|                 | 4  | Benedikt Höwedes       |  |      |      |
|                 | 7  | Bastian Schweinsteiger |  | 109e |      |
|                 | 8  | Mesut Özil             |  |      |      |
|                 | 13 | Thomas Müller          |  |      |      |
|                 | 16 | Philipp Lahm           |  |      | 107e |
|                 | 17 | Per Mertesacker        |  |      |      |
|                 | 18 | Toni Kroos             |  |      |      |
|                 | 19 | Mario Götze            |  | 46e  |      |
|                 | 20 | Jérôme Boateng         |  |      |      |
|                 | 21 | Shkodran Mustafi       |  | 70e  |      |
| Remplaçants :   |    |                        |  |      |      |
|                 | 9  | André Schürrle         |  | 46e  |      |
|                 | 6  | Sami Khedira           |  | 70e  |      |
|                 | 23 | Christoph Kramer       |  | 109e |      |
| Sélectionneur : |    |                        |  |      |      |
| Joachim Löw     |    |                        |  |      |      |

| Algérie :         |    |                        |  |      |     |
|                   |    |                        |  |      |     |
| Gardien de but    | 23 | Raïs M'Bolhi           |  |      |     |
|                   | 3  | Faouzi Ghoulam         |  |      |     |
|                   | 4  | Essaïd Belkalem        |  |      |     |
|                   | 5  | Rafik Halliche         |  | 97e  | 42e |
|                   | 8  | Medhi Lacen            |  |      |     |
|                   | 10 | Sofiane Feghouli       |  |      |     |
|                   | 13 | Islam Slimani          |  |      |     |
|                   | 15 | El Arabi Hilal Soudani |  | 100e |     |
|                   | 19 | Saphir Taïder          |  | 78e  |     |
|                   | 20 | Aïssa Mandi            |  |      |     |
|                   | 22 | Mehdi Mostefa          |  |      |     |
| Remplaçants :     |    |                        |  |      |     |
|                   | 11 | Yacine Brahimi         |  | 78e  |     |
|                   | 2  | Madjid Bougherra       |  | 97e  |     |
|                   | 18 | Abdelmoumene Djabou    |  | 100e |     |
| Sélectionneur :   |    |                        |  |      |     |
| Vahid Halilhodžić |    |                        |  |      |     |

| Assistants : Emerson de Carvalho Marcelo Van Gasse Quatrième arbitre : Walter Lopez Cinquième arbitre : Leonel Leal Homme du Match : Raïs M'Bolhi |

Résumé
Ce huitième de finale entre la Mannschaft et les Fennecs est historique et fait repenser au match de la honte, lorsque l'Allemagne de l'Ouest et l'Autriche avaient réalisé un non-match pour se qualifier et éliminer une Algérie impressionnante lors du Mundial espagnol. La première mi-temps de ce match est dominée par les Africains, qui se procurent plusieurs occasions de but grâce, ou à cause, d'une défense allemande passive. Le meneur de jeu Sofiane Feghouli se montre excellent et la Nationalmannschaft a toutes les peines du monde à percer une défense algérienne malgré ses 65 % de possession de balle. La tendance s'inverse lors de la seconde période, ou l'Allemagne domine une Algérie inoffensive et se procure d'énorme occasions de but. Grâce à son gardien Raïs M'Bolhi, désigné homme du match, l'Algérie tient tête au désormais favori pour le titre et arrache les prolongations. Lors de celles-ci, les Allemands trouvent la faille grâce au milieu de Chelsea André Schürrle à la 92e et doublent même la mise à la toute fin des prolongations par Mesut Özil qui, malgré son but, s'est, une nouvelle fois, montré inexistant. L'Algérie réduit l'écart grâce à son milieu de terrain Abdelmoumene Djabou à la 121e, mais cela ne suffit pas pour se qualifier et l'Allemagne, après trois confrontations, vainc enfin l'Algérie, qui était, avec l'Égypte et l'Allemagne de l'Est, une des trois nations que l'Allemagne n'avait jamais battues.

## Qualifications à la Coupe d'Afrique 2015

### Algérie-Éthiopie
| QCAN 2015                                                  | Éthiopie                  | 1 - 2   | Algérie                                           | Stade d'Addis-Abeba Addis-Abeba, Éthiopie                                          |                                                                                    |
| 6 septembre 2014 · 16h00 UTC+3 · Historique des rencontres | 90+6e (pen.) Saladin Saïd | (0 - 1) | Salahadin Bargicho 35e (csc) · Yacine Brahimi 84e | Spectateurs : 35,000 Diffuseur : beIN Sports HD1 Foot+ Arbitrage : Bernard Camille | Spectateurs : 35,000 Diffuseur : beIN Sports HD1 Foot+ Arbitrage : Bernard Camille |
| 6 septembre 2014 · 16h00 UTC+3 · Historique des rencontres | Rapport                   |         |                                                   | Spectateurs : 35,000 Diffuseur : beIN Sports HD1 Foot+ Arbitrage : Bernard Camille | Spectateurs : 35,000 Diffuseur : beIN Sports HD1 Foot+ Arbitrage : Bernard Camille |

| Éthiopie | Algérie |

| Éthiopie:       |    |                    |  |     |
|                 |    |                    |  |     |
| Gardien de but  | 1  | Jemal Tassew       |  |     |
|                 | 6  | Alula Girma        |  |     |
|                 | 4  | Abebaw Butako      |  |     |
|                 | 13 | Salahadin Bargicho |  |     |
|                 | 3  | Thok James         |  |     |
|                 | 17 | Adane Girma        |  | 81e |
|                 | 5  | Natnael Zeleke     |  |     |
|                 | 18 | Shimeles Bekele    |  |     |
|                 | 16 | Taddele Mengesha   |  | 46e |
|                 | 11 | Oumed Oukri        |  |     |
|                 | 7  | Saladin Saïd       |  |     |
| Remplaçants :   |    |                    |  |     |
|                 | 18 | Getaneh Kebede     |  | 46e |
|                 | 14 | Beyene Minyahile   |  | 81e |
| Sélectionneur : |    |                    |  |     |
| Mariano Barreto |    |                    |  |     |

| Algérie:           |    |                        |  |       |     |
|                    |    |                        |  |       |     |
| Gardien de but     | 23 | Raïs M'Bolhi           |  |       |     |
|                    | 6  | Djamel Mesbah          |  |       |     |
|                    | 12 | Carl Medjani           |  |       |     |
|                    | 4  | Essaïd Belkalem        |  |       |     |
|                    | 20 | Aïssa Mandi            |  |       |     |
|                    | 8  | Medhi Lacen            |  |       |     |
|                    | 18 | Saphir Taïder          |  | 90+1e | 68e |
|                    | 11 | Yacine Brahimi         |  |       |     |
|                    | 10 | Sofiane Feghouli       |  |       |     |
|                    | 15 | El Arbi Hillel Soudani |  | 76e   | 33e |
|                    | 13 | Islam Slimani          |  | 69e   |     |
| Remplaçants :      |    |                        |  |       |     |
|                    | 9  | Ishak Belfodil         |  | 69e   |     |
|                    | 21 | Riyad Mahrez           |  | 76e   |     |
|                    | 17 | Adlène Guedioura       |  | 90+1e |     |
| Sélectionneur :    |    |                        |  |       |     |
| Christian Gourcuff |    |                        |  |       |     |

| Assistants : Hansley Danny Pe-trousse Eldrick Ade-laide |

### Algérie-Mali
| QCAN 2015                                                   | Algérie          | 1 - 0   | Mali | stade Mustapha-Tchaker Blida, Algérie                                                 |                                                                                       |
| 10 septembre 2014 · 20h30 UTC+1 · Historique des rencontres | Carl Medjani 82e | (0 - 0) |      | Spectateurs : 35,000 Diffuseur : EPTV beIN Sports HD1 Sport+ Arbitrage : Alioum Néant | Spectateurs : 35,000 Diffuseur : EPTV beIN Sports HD1 Sport+ Arbitrage : Alioum Néant |
| 10 septembre 2014 · 20h30 UTC+1 · Historique des rencontres | Rapport          |         |      | Spectateurs : 35,000 Diffuseur : EPTV beIN Sports HD1 Sport+ Arbitrage : Alioum Néant | Spectateurs : 35,000 Diffuseur : EPTV beIN Sports HD1 Sport+ Arbitrage : Alioum Néant |

| Algérie | Mali |

| Algérie:           |    |                  |  |     |     |
|                    |    |                  |  |     |     |
| Gardien de but     | 1  | Raïs M'Bolhi     |  |     |     |
|                    | 4  | Essaïd Belkalem  |  |     |     |
|                    | 12 | Carl Medjani     |  |     |     |
|                    | 2  | Aïssa Mandi      |  |     |     |
|                    | 6  | Djamel Mesbah    |  |     | 33e |
|                    | 18 | Saphir Taïder    |  | 54e |     |
|                    | 8  | Medhi Lacen      |  | 57e |     |
|                    | 11 | Yacine Brahimi   |  |     |     |
|                    | 10 | Sofiane Feghouli |  |     |     |
|                    | 3  | Riyad Mahrez     |  |     |     |
|                    | 13 | Islam Slimani    |  | 79e |     |
| Remplaçants :      |    |                  |  |     |     |
|                    | 17 | Adlène Guedioura |  | 57e |     |
|                    | 14 | Nabil Bentaleb   |  | 54e |     |
|                    | 9  | Ishak Belfodil   |  | 79e |     |
| Sélectionneur :    |    |                  |  |     |     |
| Christian Gourcuff |    |                  |  |     |     |

| Mali:             |    |                   |  |       |          |
|                   |    |                   |  |       |          |
| Gardien de but    | 16 | Oumar Sissoko     |  |       |          |
|                   | 3  | Adama Tamboura    |  |       |          |
|                   | 17 | Mamoutou N'Diaye  |  |       | 56e, 69e |
|                   | 5  | Idrissa Coulibaly |  |       |          |
|                   | 2  | Fousseni Diawara  |  |       |          |
|                   | 12 | Seydou Keita      |  |       |          |
|                   |    | Salif Coulibaly   |  |       |          |
|                   | 8  | Yacouba Sylla     |  |       | 21e      |
|                   | 7  | Mustapha Yatabaré |  |       |          |
|                   | 10 | Bakary Sako       |  | 90+2e |          |
|                   | 6  | Sambou Yatabaré   |  | 85e   |          |
| Remplaçants :     |    |                   |  |       |          |
|                   | 9  | Cheick Diabaté    |  | 90+2e |          |
|                   | 18 | Khalilou Traoré   |  | 85e   |          |
| Sélectionneur :   |    |                   |  |       |          |
| Henryk Kasperczak |    |                   |  |       |          |

| Assistants : Yanoussa Moussa Elvis Noupuengue-goue Quatrième arbitre : Madeng Cosmas |

### Malawi-Algérie
| QCAN 2015                                                 | Malawi  | 0 - 2   | Algérie                                  | Kamuzu Stadium Blantyre, Malawi                                                 |                                                                                 |
| 11 octobre 2014 · 14h30 UTC+2 · Historique des rencontres |         | (0 - 1) | Rafik Halliche 10e · Djamel Mesbah 90+2e | Spectateurs : 12,000 Diffuseur : beIN Sports HD1 Foot+ Arbitrage : Victor Gomes | Spectateurs : 12,000 Diffuseur : beIN Sports HD1 Foot+ Arbitrage : Victor Gomes |
| 11 octobre 2014 · 14h30 UTC+2 · Historique des rencontres | Rapport |         |                                          | Spectateurs : 12,000 Diffuseur : beIN Sports HD1 Foot+ Arbitrage : Victor Gomes | Spectateurs : 12,000 Diffuseur : beIN Sports HD1 Foot+ Arbitrage : Victor Gomes |

| Malawi | Algérie |

| Malawi :        |    |                   |  |     |
|                 |    |                   |  |     |
| Gardien de but  | 1  | McDonald Harawa   |  |     |
|                 | 6  | Bashiri Maunde    |  |     |
|                 | 7  | Harry Nyirenda    |  |     |
|                 | 14 | Limbikani Mzava   |  |     |
|                 | 3  | Francis Mulimbika |  |     |
|                 | 12 | Chimango Kayira   |  |     |
|                 | 15 | Robert Ng'ambi    |  |     |
|                 | 17 | Robin Ngalande    |  | 79e |
|                 | 4  | Chiukepo Msowoya  |  | 64e |
|                 | 10 | Joseph Kamwendo   |  |     |
|                 | 18 | Atusaye Nyondo    |  | 53e |
| Remplaçants :   |    |                   |  |     |
|                 | 9  | Gastin Simukonda  |  | 53e |
|                 | 13 | Frank Banda       |  | 64e |
|                 | 11 | Frank Mhargo      |  | 79e |
| Sélectionneur : |    |                   |  |     |
| Young Chimodzi  |    |                   |  |     |

| Algérie:           |    |                  |  |     |     |
|                    |    |                  |  |     |     |
| Gardien de but     | 1  | Raïs M'Bolhi     |  |     |     |
|                    | 8  | Medhi Lacen      |  |     |     |
|                    | 3  | Faouzi Ghoulam   |  |     |     |
|                    | 4  | Aïssa Mandi      |  |     | 51e |
|                    | 5  | Rafik Halliche   |  |     |     |
|                    | 7  | Riyad Mahrez     |  | 89e |     |
|                    | 9  | Ishak Belfodil   |  | 68e |     |
|                    | 10 | Sofiane Feghouli |  |     |     |
|                    | 11 | Yacine Brahimi   |  |     |     |
|                    | 12 | Carl Medjani     |  |     |     |
|                    | 14 | Nabil Bentaleb   |  | 82e | 8e  |
| Remplaçants :      |    |                  |  |     |     |
|                    | 15 | Saphir Taïder    |  | 82e |     |
|                    | 13 | Islam Slimani    |  | 68e |     |
|                    | 6  | Djamel Mesbah    |  | 89e |     |
| Sélectionneur :    |    |                  |  |     |     |
| Christian Gourcuff |    |                  |  |     |     |

| Assistants : Zakhele Thusi Siwela Mothibidi Stevens Khomalo |

### Algérie-Malawi
| QCAN 2015                                                 | Algérie                                                   | 3 - 0   | Malawi | stade Mustapha-Tchaker Blida, Algérie                                                             |                                                                                                   |
| 15 octobre 2014 · 20h30 UTC+1 · Historique des rencontres | 1re Yacine Brahimi · 45e Riyad Mahrez · 54e Islam Slimani | (2 - 0) |        | Spectateurs : 15,000 Diffuseur : EPTV beIN Sports HD1 Sport+ Arbitrage : Mohamed Hussein El Fadil | Spectateurs : 15,000 Diffuseur : EPTV beIN Sports HD1 Sport+ Arbitrage : Mohamed Hussein El Fadil |
| 15 octobre 2014 · 20h30 UTC+1 · Historique des rencontres | Rapport                                                   |         |        | Spectateurs : 15,000 Diffuseur : EPTV beIN Sports HD1 Sport+ Arbitrage : Mohamed Hussein El Fadil | Spectateurs : 15,000 Diffuseur : EPTV beIN Sports HD1 Sport+ Arbitrage : Mohamed Hussein El Fadil |

| Algérie | Malawi |

| Algérie:           |    |                     |  |     |
|                    |    |                     |  |     |
| Gardien de but     | 1  | Raïs M'Bolhi        |  |     |
|                    | 8  | Medhi Lacen         |  |     |
|                    | 3  | Faouzi Ghoulam      |  |     |
|                    | 17 | Aïssa Mandi         |  |     |
|                    | 5  | Rafik Halliche      |  |     |
|                    | 7  | Riyad Mahrez        |  | 82e |
|                    | 10 | Sofiane Feghouli    |  |     |
|                    | 11 | Yacine Brahimi      |  | 56e |
|                    | 12 | Carl Medjani        |  |     |
|                    | 13 | Islam Slimani       |  | 70e |
|                    | 14 | Nabil Bentaleb      |  |     |
| Remplaçants :      |    |                     |  |     |
|                    | 6  | Djamel Mesbah       |  | 56e |
|                    | 18 | Abdelmoumene Djabou |  | 70e |
|                    | 15 | Saphir Taïder       |  | 82e |
| Sélectionneur :    |    |                     |  |     |
| Christian Gourcuff |    |                     |  |     |

| Malawi :        |    |                   |  |     |     |
|                 |    |                   |  |     |     |
| Gardien de but  | 16 | Richard Chipuwa   |  |     |     |
|                 | 3  | Francis Mulimbika |  |     |     |
|                 | 5  | John Lanjesi      |  |     |     |
|                 | 14 | Limbikani Mzava   |  |     |     |
|                 | 17 | Robin Ngalande    |  |     |     |
|                 | 8  | Philip Masiye     |  | 46e |     |
|                 | 7  | Harry Nyirenda    |  |     | 75e |
|                 | 12 | Chimango Kayira   |  |     |     |
|                 | 10 | Joseph Kamwendo   |  | 35e |     |
|                 | 15 | Robert Ng'ambi    |  |     |     |
|                 | 18 | Atusaye Nyondo    |  | 24e |     |
| Remplaçants :   |    |                   |  |     |     |
|                 | 9  | Gastin Simukonda  |  | 24e |     |
|                 | 13 | Frank Banda       |  | 35e |     |
|                 | 11 | Frank Mhargo      |  | 46e |     |
| Sélectionneur : |    |                   |  |     |     |
| Young Chimodzi  |    |                   |  |     |     |

| Assistants : Ahmed Ali Waleed Abdallah Ibrahim Mohammed |

### Algérie-Éthiopie
| QCAN 2015                                                  | Algérie                                                        | 3 - 1   | Éthiopie        | stade Mustapha-Tchaker Blida, Algérie                                           |                                                                                 |
| 15 novembre 2014 · 20h30 UTC+1 · Historique des rencontres | 32e Sofiane Feghouli · 40e Riyad Mahrez · 45+2e Yacine Brahimi | (3 - 1) | Oumed Oukri 21e | Spectateurs : 7,000 Diffuseur : EPTV beIN Sports HD1 Arbitrage : Ali Lemghaifry | Spectateurs : 7,000 Diffuseur : EPTV beIN Sports HD1 Arbitrage : Ali Lemghaifry |
| 15 novembre 2014 · 20h30 UTC+1 · Historique des rencontres | Rapport                                                        |         |                 | Spectateurs : 7,000 Diffuseur : EPTV beIN Sports HD1 Arbitrage : Ali Lemghaifry | Spectateurs : 7,000 Diffuseur : EPTV beIN Sports HD1 Arbitrage : Ali Lemghaifry |

| Algérie | Éthiopie |

| Algérie:           |    |                        |  |     |
|                    |    |                        |  |     |
| Gardien de but     | 16 | Lamine Zemamouche      |  |     |
|                    | 17 | Aïssa Mandi            |  |     |
|                    | 5  | Rafik Halliche         |  | 71e |
|                    | 3  | Faouzi Ghoulam         |  |     |
|                    | 12 | Carl Medjani           |  |     |
|                    | 18 | Saphir Taïder          |  |     |
|                    | 10 | Sofiane Feghouli       |  |     |
|                    | 11 | Yacine Brahimi         |  |     |
|                    | 8  | Medhi Lacen            |  |     |
|                    | 13 | Islam Slimani          |  | 78e |
|                    | 7  | Riyad Mahrez           |  | 83e |
| Remplaçants :      |    |                        |  |     |
|                    | 2  | Madjid Bougherra       |  | 71e |
|                    | 4  | Essaïd Belkalem        |  |     |
|                    | 6  | Djamel Mesbah          |  |     |
|                    | 9  | Baghdad Bounedjah      |  | 78e |
|                    | 14 | Liassine Cadamuro      |  |     |
|                    | 15 | El Arbi Hillel Soudani |  | 83e |
|                    | 1  | Cédric Si Mohamed      |  |     |
| Sélectionneur :    |    |                        |  |     |
| Christian Gourcuff |    |                        |  |     |

| Éthiopie:       |    |                     |  |     |     |
|                 |    |                     |  |     |     |
| Gardien de but  | 1  | Jemal Tassew        |  |     |     |
|                 | 4  | Abebaw Butako       |  |     |     |
|                 | 17 | Andaregachew Yelake |  |     |     |
|                 | 3  | Walid Atta          |  |     |     |
|                 | 13 | Salahadin Bargicho  |  |     |     |
|                 | 5  | Natnael Zeleke      |  |     | 41e |
|                 | 16 | Taddele Mengesha    |  |     |     |
|                 | 7  | Yusuf Yassin        |  | 62e |     |
|                 | 18 | Shimeles Bekele     |  |     |     |
|                 | 14 | Dawa Hotessa        |  | 46e | 36e |
|                 | 11 | Oumed Oukri         |  |     |     |
| Remplaçants :   |    |                     |  |     |     |
|                 | 15 | Abdulkrim Mohamed   |  |     |     |
|                 | 8  | Ramkel Lok          |  | 46e |     |
|                 | 2  | Fassika Asfaw       |  |     |     |
|                 | 6  | Girma Bekele        |  |     |     |
|                 | 9  | Dawit Fekadu        |  | 62e |     |
|                 | 10 | Berhanu Bogale      |  |     |     |
|                 | 12 | Tariku Getnet       |  |     |     |
| Sélectionneur : |    |                     |  |     |     |
| Mariano Barreto |    |                     |  |     |     |

| Assistants : |

### Mali-Algérie
| QCAN 2015                                                  | Mali                                            | 2-0   | Algérie | Stade du 26 mars Bamako, Mali                                                             |                                                                                           |
| 19 novembre 2014 · 17h00 UTC+1 · Historique des rencontres | Seydou Keita 28e (pen.) · Mustapha Yatabaré 51e | (1-0) |         | Spectateurs : 15,000 Diffuseur : beIN Sports HD1 Foot+ Arbitrage : Joseph Odartei Lamptey | Spectateurs : 15,000 Diffuseur : beIN Sports HD1 Foot+ Arbitrage : Joseph Odartei Lamptey |
| 19 novembre 2014 · 17h00 UTC+1 · Historique des rencontres | Rapport                                         |       |         | Spectateurs : 15,000 Diffuseur : beIN Sports HD1 Foot+ Arbitrage : Joseph Odartei Lamptey | Spectateurs : 15,000 Diffuseur : beIN Sports HD1 Foot+ Arbitrage : Joseph Odartei Lamptey |

| Mali | Algérie |

| Mali:             |    |                   |  |     |
|                   |    |                   |  |     |
| Gardien de but    | 16 | Soumbeyla Diakité |  |     |
|                   | 2  | Fousseni Diawara  |  |     |
|                   | 4  | Salif Coulibaly   |  |     |
|                   | 9  | Mohamed Konaté    |  |     |
|                   | 3  | Adama Tamboura    |  |     |
|                   | 8  | Yacouba Sylla     |  |     |
|                   | 17 | Mamoutou N'Diaye  |  |     |
|                   | 12 | Seydou Keita      |  |     |
|                   | 11 | Sigamary Diarra   |  | 81e |
|                   | 14 | Sambou Yatabaré   |  |     |
|                   | 7  | Mustapha Yatabaré |  | 89e |
| Remplaçants :     |    |                   |  |     |
|                   | 1  | Oumar Sissoko     |  |     |
|                   | 5  | Idrissa Coulibaly |  |     |
|                   | 6  | Tongo Doumbia     |  | 81e |
|                   | 13 | Ousmane Coulibaly |  |     |
|                   | 15 | Bakaye Traore     |  | 89e |
|                   | 10 | Abdoulaye Diaby   |  |     |
|                   | 18 | Khalilou Traoré   |  |     |
| Sélectionneur :   |    |                   |  |     |
| Henryk Kasperczak |    |                   |  |     |

| Algérie:           |    |                        |  |     |     |
|                    |    |                        |  |     |     |
| Gardien de but     | 23 | Azzedine Doukha        |  |     |     |
|                    | 2  | Mehdi Zeffane          |  |     | 43e |
|                    | 3  | Faouzi Ghoulam         |  |     |     |
|                    | 4  | Essaïd Belkalem        |  |     |     |
|                    | 12 | Carl Medjani           |  |     |     |
|                    | 8  | Medhi Lacen            |  |     |     |
|                    | 17 | Liassine Cadamuro      |  | 46e | 11e |
|                    | 11 | Sofiane Feghouli       |  |     |     |
|                    | 6  | Djamel Mesbah          |  | 57e |     |
|                    | 15 | El Arbi Hillel Soudani |  | 57e |     |
|                    | 13 | Islam Slimani          |  |     |     |
| Remplaçants :      |    |                        |  |     |     |
|                    | 5  | Rafik Halliche         |  |     |     |
|                    | 7  | Riyad Mahrez           |  | 57e |     |
|                    | 9  | Nabil Ghilas           |  |     |     |
|                    | 11 | Yacine Brahimi         |  | 57e |     |
|                    | 18 | Saphir Taïder          |  | 46e |     |
|                    | 20 | Aïssa Mandi            |  |     |     |
|                    | 16 | Lamine Zemamouche      |  |     |     |
| Sélectionneur :    |    |                        |  |     |     |
| Christian Gourcuff |    |                        |  |     |     |

| Assistants : Malik Alidu Salifu David Laryea |

## Statistiques

### Temps de jeu des joueurs
| Joueurs                                                                  |                 |                 |                 |                 |                 |                 |                 |                 |                 |                 |                 |                 |                 |                 |                 |                 |                 |                 |
| Gardiens de but                                                          | Gardiens de but | Gardiens de but | Gardiens de but | Gardiens de but | Gardiens de but | Gardiens de but | Gardiens de but | Gardiens de but | Gardiens de but | Gardiens de but | Gardiens de but | Gardiens de but | Gardiens de but | Gardiens de but | Gardiens de but | Gardiens de but | Gardiens de but | Gardiens de but |
| ------------------------------------------------------------------------ | --------------- | --------------- | --------------- | --------------- | --------------- | --------------- | --------------- | --------------- | --------------- | --------------- | --------------- | --------------- | --------------- | --------------- | --------------- | --------------- | --------------- | --------------- |
| Raïs M'Bolhi (CSKA Sofia puis Philadelphia Union)                        |                 |                 | 90              | 90              | 90              | 90              | 120             | 90              | 90              | 90              | 90              |                 |                 |                 |                 |                 |                 |                 |
| Amine Zemmamouche (USM Alger)                                            | 90              | 90              |                 |                 |                 |                 |                 |                 |                 |                 |                 | 90              |                 |                 |                 |                 |                 |                 |
| Azzedine Doukha (JS Kabylie)                                             |                 |                 |                 |                 |                 |                 |                 |                 |                 |                 |                 |                 | 90              |                 |                 |                 |                 |                 |
| Défenseurs                                                               |                 |                 |                 |                 |                 |                 |                 |                 |                 |                 |                 |                 |                 |                 |                 |                 |                 |                 |
| Carl Medjani (Olympiakos, Valenciennes FC puis Trabzonspor)              |                 | 29              | 90              | 84              | 90              | 90              |                 | 90              | 90              | 90              | 90              | 90              | 90              |                 |                 |                 |                 |                 |
| Mehdi Mostefa (AC Ajaccio puis FC Lorient)                               | 54              |                 | 90              | 90              |                 |                 | 120             |                 |                 |                 |                 |                 |                 |                 |                 |                 |                 |                 |
| Djamel Mesbah (Parme FC, AS Livourne puis UC Sampdoria)                  |                 | 90              |                 |                 | 90              | 90              |                 | 90              | 90              | 1               | 34              |                 | 57              |                 |                 |                 |                 |                 |
| Liassine Cadamuro-Bentaïba (Real Sociedad, RCD Majorque puis CA Osasuna) | 90              |                 | 90              |                 |                 |                 |                 |                 |                 |                 |                 |                 | 46              |                 |                 |                 |                 |                 |
| Essaïd Belkalem (Watford FC puis Trabzonspor)                            |                 | 90              |                 |                 | 1               | 90              | 120             | 90              | 90              |                 |                 |                 | 90              |                 |                 |                 |                 |                 |
| Rafik Halliche (Académica Coimbra puis Qatar SC)                         | 40              | 61              | 0               | 90              | 90              | 90              | 97              |                 |                 | 90              | 90              | 71              |                 |                 |                 |                 |                 |                 |
| Faouzi Ghoulam (AS Saint-Etienne puis SSC Naples)                        | 90              |                 | 90              | 90              |                 |                 | 120             |                 |                 | 90              | 90              | 90              | 90              |                 |                 |                 |                 |                 |
| Aïssa Mandi (Stade de Reims)                                             | 90              | 90              |                 |                 | 90              | 90              | 120             | 90              | 90              | 90              | 90              | 90              |                 |                 |                 |                 |                 |                 |
| Madjid Bougherra (Lekhwiya puis Fujairah SC)                             | 50              |                 | 90              | 90              | 89              |                 | 23              |                 |                 |                 |                 | 19              |                 |                 |                 |                 |                 |                 |
| Mehdi Zeffane (Olympique lyonnais)                                       |                 |                 |                 |                 |                 |                 |                 |                 |                 |                 |                 |                 | 90              |                 |                 |                 |                 |                 |
| Milieux de terrain                                                       |                 |                 |                 |                 |                 |                 |                 |                 |                 |                 |                 |                 |                 |                 |                 |                 |                 |                 |
| Hassan Yebda (Grenade CF, Udinese Calcio puis Fujairah SC)               | 15              |                 | 22              |                 |                 | 19              |                 |                 |                 |                 |                 |                 |                 |                 |                 |                 |                 |                 |
| Nabil Bentaleb (Tottenham Hotspur)                                       | 90              | 29              | 83              | 90              | 90              | 90              |                 |                 | 36              | 82              | 90              |                 |                 |                 |                 |                 |                 |                 |
| Zinedine Ferhat (USM Alger)                                              | 30              |                 |                 |                 |                 |                 |                 |                 |                 |                 |                 |                 |                 |                 |                 |                 |                 |                 |
| Mehdi Lacen (Getafe CF)                                                  | 36              | 71              | 7               | 19              | 13              |                 | 120             | 90              | 57              | 90              | 90              | 90              | 90              |                 |                 |                 |                 |                 |
| Adlène Guedioura (Crystal Palace FC)                                     |                 | 61              |                 |                 |                 |                 |                 | 0               | 33              |                 |                 |                 |                 |                 |                 |                 |                 |                 |
| Sofiane Feghouli (Valence CF)                                            |                 | 19              | 83              | 90              | 90              | 90              | 120             | 90              | 90              | 90              | 90              | 90              | 90              |                 |                 |                 |                 |                 |
| Foued Kadir (Stade rennais puis Bétis Séville)                           | 5               |                 |                 |                 |                 |                 |                 |                 |                 |                 |                 |                 |                 |                 |                 |                 |                 |                 |
| Yacine Brahimi (Grenade CF puis FC Porto)                                |                 | 61              | 7               |                 | 77              | 71              | 42              | 90              | 90              | 90              | 56              | 90              | 33              |                 |                 |                 |                 |                 |
| Riyad Mahrez (Leicester City)                                            |                 | 90              | 22              | 71              |                 |                 |                 | 14              | 90              | 89              | 82              | 83              | 33              |                 |                 |                 |                 |                 |
| Saphir Taïder (Inter Milan, Southampton FC puis US Sassuolo)             | 75              | 29              | 68              | 90              |                 |                 | 78              | 90              | 54              | 8               | 8               | 90              | 44              |                 |                 |                 |                 |                 |
| Abdelmoumene Djabou (Club Africain)                                      | 60              | 19              | 68              |                 | 73              | 77              | 20              |                 |                 |                 | 20              |                 |                 |                 |                 |                 |                 |                 |
| Attaquants                                                               |                 |                 |                 |                 |                 |                 |                 |                 |                 |                 |                 |                 |                 |                 |                 |                 |                 |                 |
| El Arbi Hillel Soudani (Dinamo Zagreb)                                   | 85              | 15              | 75              | 66              |                 | 0               | 100             | 76              |                 |                 |                 | 7               | 57              |                 |                 |                 |                 |                 |
| Islam Slimani (Sporting Portugal)                                        | 70              | 75              | 15              | 24              | 90              | 90              | 120             | 69              | 79              | 22              | 70              | 78              | 90              |                 |                 |                 |                 |                 |
| Rafik Djebbour (Sivasspor, Nottingham Forest FC puis APOEL Nicosie)      | 20              |                 |                 |                 |                 |                 |                 |                 |                 |                 |                 |                 |                 |                 |                 |                 |                 |                 |
| Nabil Ghilas (FC Porto puis Córdoba CF)                                  |                 | 71              |                 | 6               | 17              | 13              |                 |                 |                 |                 |                 |                 |                 |                 |                 |                 |                 |                 |
| Ishak Belfodil (AS Livourne puis Parme FC)                               |                 |                 |                 |                 |                 |                 |                 | 21              | 11              | 68              |                 |                 |                 |                 |                 |                 |                 |                 |
| Baghdad Bounedjah (Club africain)                                        |                 |                 |                 |                 |                 |                 |                 |                 |                 |                 |                 | 12              |                 |                 |                 |                 |                 |                 |

- Les nombres présents dans chaque case de la matrice représentent le nombre de minutes jouées par le joueur lors de ce match (0 signifie que le joueur est entré pendant le temps additionnel).

### Buteurs
4 buts     
- Islam Slimani ( Arménie)  ( Corée du Sud)  ( Russie)  ( Malawi)
- Yacine Brahimi ( Corée du Sud)  ( Éthiopie)  ( Malawi)  ( Éthiopie)

2 buts   
- El Arbi Hillel Soudani ( Slovénie)  ( Roumanie)
- Abdelmoumene Djabou ( Corée du Sud)  ( Allemagne)
- Rafik Halliche ( Corée du Sud)  ( Malawi)
- Sofiane Feghouli ( Belgique)  ( Éthiopie)
- Riyad Mahrez ( Malawi)  ( Éthiopie)

1 but  
- Saphir Taïder ( Slovénie)
- Essaïd Belkalem ( Arménie)
- Nabil Ghilas ( Arménie)
- Nabil Bentaleb ( Roumanie)
- Carl Medjani ( Éthiopie)
- Djamel Mesbah ( Malawi)

Contre son camp  (csc)
- Salahadin Bargicho

### Passeurs décisifs
5 passes 
- Riyad Mahrez
  -  Arménie : à Nabil Ghilas 
  -  Éthiopie : à Yacine Brahimi 
  -  Mali : à Carl Medjani 
  -  Malawi : à Islam Slimani 
  -  Éthiopie : à Sofiane Feghouli

4 passes 
- Sofiane Feghouli
  -  Corée du Sud : à Yacine Brahimi 
  -  Allemagne : à Abdelmoumene Djabou 
  -  Malawi : à Rafik Halliche 
  -  Malawi : à Riyad Mahrez

2 passes 
- Yacine Brahimi
  -  Arménie : à Essaïd Belkalem
  -  Russie : à Islam Slimani
- Abdelmoumene Djabou
  -  Slovénie : à Saphir Taïder 
  -  Corée du Sud : à Rafik Halliche
- Saphir Taïder
  -  Slovénie : à El Arbi Hillel Soudani 
  -  Roumanie : à El Arbi Hillel Soudani

1 passe 
- Carl Medjani
  -  Corée du Sud : à Islam Slimani
- Faouzi Ghoulam
  -  Éthiopie : à Yacine Brahimi

### Cartons jaunes
3 cartons jaunes   
- Djamel Mesbah (26e  Arménie, 39e  Russie et 33e  Mali)

2 cartons jaunes  
- Nabil Bentaleb (34e  Belgique et 8e  Malawi)
- Liassine Cadamuro (90e  Russie et 11e  Mali)

1 carton jaune 
- Abdelmoumene Djabou (28e  Slovénie)
- Madjid Bougherra (67e  Corée du Sud)
- Nabil Ghilas (87e  Russie)
- Rafik Halliche (42e  Allemagne)
- El Arbi Hillel Soudani (33e  Éthiopie)
- Saphir Taïder (68e  Éthiopie)
- Aïssa Mandi (51e  Malawi)
- Mehdi Zeffane (43e  Mali)

## Maillot
L'équipe d'Algérie porte en 2014 un maillot confectionné par l'équipementier Puma.
| Couleurs | Blanc et Vert |           |           |           |           |
| Marque   | Puma          |           |           |           |           |
| Domicile | Extérieur     | Gardien 1 | Gardien 2 | Gardien 3 | Gardien 4 |